# أفلح بن حميد
أفلح بن حميد بن نافع النجاري الأنصاري المديني مولى صفوان بن أوس، يكنى أبا عبد الرحمن، محدث من تابعي التابعين، مات سنة 156 هـ. 

## روايته للحديث النبوي
- روى عن: القاسم بن محمد بن أبي بكر في الوضوء والحج وأبي بكر بن محمد بن عمرو بن حزم في الصلاة.
- روى عنه: عبد الله بن مسلمة القعنبي وإسحاق بن سليمان الرازي، ووكيع وأبو نعيم.
- الجرح والتعديل: قال أبو أحمد بن عدي الجرجاني: حدث عنه ثقات الناس، وهو عندي صالح، وأحاديثه أرجو أن تكون مستقيمة كلها. وقال ابن بشكوال: ثقة. وقال أبو حاتم الرازي: ثقة، لا بأس به. وقال أحمد بن حنبل: صالح. وقال أحمد بن شعيب النسائي: ليس به بأس. وقال ابن حجر العسقلاني: ثقة، ومرة: أحد الأثبات، أنكر عليه أحمد حديثا واحدا. وقال الذهبي: صدوق. وقال محمد بن إسماعيل البخاري: في إسناده نظر. وقال محمد بن سعد كاتب الواقدي: ثقة كثير الحديث. وقال يحيى بن معين: ثقة.[3]